# Ladrillo de Millwall
El Ladrillo de Millwall (en inglés: Millwall brick) es un arma improvisada hecha de un periódico adulterado, usado como un pequeño garrote. Fue nombrado después de los partidarios del Millwall FC, que tenía una reputación de vandalismo futbolístico. El ladrillo de Millwall fue supuestamente utilizado como un arma sigilosa durante los partidos de fútbol en Inglaterra en los años sesenta y setenta. La popularidad del arma parece haberse debido a la amplia disponibilidad de periódicos, la dificultad de restringir la entrada de periódicos al campo de fútbol y la facilidad de su construcción.

## Historia
A fines de la década de 1960, en respuesta al vandalismo de fútbol en los partidos en Inglaterra, la policía comenzó a confiscar cualquier objeto que pudiera usarse como arma. Estos artículos incluían peines de acero, bolígrafos, Portavasos de cerveza, bronces de caballo, mentas de polo, cordones y botas. Sin embargo, a los fanáticos todavía se les permitía traer periódicos. Los periódicos de hoja ancha más grandes funcionan mejor para un ladrillo de Millwall, y la policía miró con sospecha a los fanáticos del fútbol de clase trabajadora que llevaban esos periódicos. Debido a su apariencia más inocente, los periódicos sensacionalistas convirtieron en la opción preferida para los ladrillos de Millwall. El libro Spirit of '69: A Skinhead Bible describe el uso de ladrillos de Millwall por los fanáticos del fútbol británico a fines de la década de 1960: "Los periódicos se enrollaron fuertemente para formar el llamado Millwall Brick y otro truco fue hacer un nudillo de monedas de un centavo sostenido en su lugar por un papel envuelto. Difícilmente podría ser detenido por tener un poco de cambio suelto en su bolsillo y un Daily Mirror debajo de su brazo". El libro Skinhead dice: "El ladrillo de Millwall, por ejemplo, era un periódico doblado una y otra vez y aplastándose para formar un cosh". 

## Diseño
Un ladrillo de Millwall está construido con varias hojas de periódico apiladas y enrolladas firmemente a lo largo. El tubo resultante se dobla por la mitad para crear un mango (un mango) y una cabeza redondeada en el pliegue.